# Мафія
Ма́фія (італ. mafia) — таємнича недержавна злочинна організація (Т. Н. З. О. — ТАНЗО), здебільшого бандитська організація, яка шляхом залякування, рекету й терору втручається в політичне життя країни, намагаючись впливати на прийняття вигідних для себе політичних та економічних рішень. Загальне поняття є похідним від назви (і самоназви) сицилійської злочинної організації — і на думку багатьох експертів застосування назви «мафія» до будь-яких інших організацій, навіть споріднених із сицилійською мафією, є некоректним. Членів мафії називають мафіозі.
Мафія на Сицилії виникла наприкінці XIX ст., вирісши з банд рекетирів, які шантажували селян, що вирощували лимони — на той час головний експортний товар краю. Спочатку виробників брали «під захист» — нібито для відлякування грабіжників біля входу до саду вивішували цитрину і патрон. Але насправді, це означало, що ділянка перейшла під контроль мафіозі. Які змушували селян продавати їм увесь врожай, які вони вже власними силами доправляли на кораблі. Вже невдовзі банди мафіозі почали наймати і великі землевласники — для терору проти селян, що наважувалися об'єднуватися для захисту своїх прав. За поблажливого ставлення місцевої влади мафія швидко набула централізованої, ієрархічної структури, що спиралася на безумовне підкорення, кругову поруку, жорстокий терор навіть проти своїх власних членів.
З часом для мафії була вигадана «шляхетна» біографія, згідно з якою вона виникла ще в 1289—1330 рр., під час боротьби із французькими загарбниками. Та й сама назва організації та її членів натякає на «шляхетність» (деякі джерела перекладають слово «мафіозо» як «гордий», «шляхетний», «той, що викликає захват»).
У XX столітті мафія діяла на всій території Італії, монополізувавши традиційний «злочинний бізнес» (ігрові доми, торгівлю наркотиками, контрабанду, проституцію). Після Другої світової війни мафія проникла в «респектабельний» бізнес (банківську справу, транспорт, будівництво), встановила тісні зв'язки з правоохоронними органами, політиками, що дало їй можливість впливати на соціально-політичний розвиток країни. У XX ст діяльність мафії вийшла за межі Італії. Кілька італійських футбольних клубів і досі знаходяться під орудою саме мафії та їх сімей, через підставних директорів.

## Мафія у США

Структура клану «Коза Ностра».

Мафія США («Коза Ностра») спеціалізувалася на контрабанді, нелегальному виробництві та розповсюдженні алкогольних напоїв в період «сухого закону», отримуючи мільярдні прибутки.
Після Другої світової війни «Коза Ностра» контролювала виробництво і збут наркотиків. Зароблені кошти вкладалися в легальний бізнес, що дало змогу встановити контроль за окремими галузями промисловості, деякими засобами масової інформації, здобути підтримку в політичних колах.

## Мафія в Україні
В Україні організована злочинність існувала з XVI ст. в містах півдня — Одесі, Херсоні, Миколаєві, Катеринославі, також слід додати півострів Крим, який був "клоакою" українсько-російської мафії 1912—1990 рр. Серед відомих мафіозі 1905—1921 рр. слід вважати одесита Мішку Япончика.